# Brickfilm
En brickfilm (klodsfilm) er en Lego-film hvor man bruger den kendte stop motion-teknik.
Den første brickfilm var The Magic Portal fra 1985, som blev lavet i Australien. Denne film var 16 minutter lang, og der blev ikke kun brugt Lego men også brugt modellervoks.
I dag kan man på YouTube finde mange forskellige brickfilms, som folk ofte laver på deres egne værelser.